# Metropolia di Nicomedia

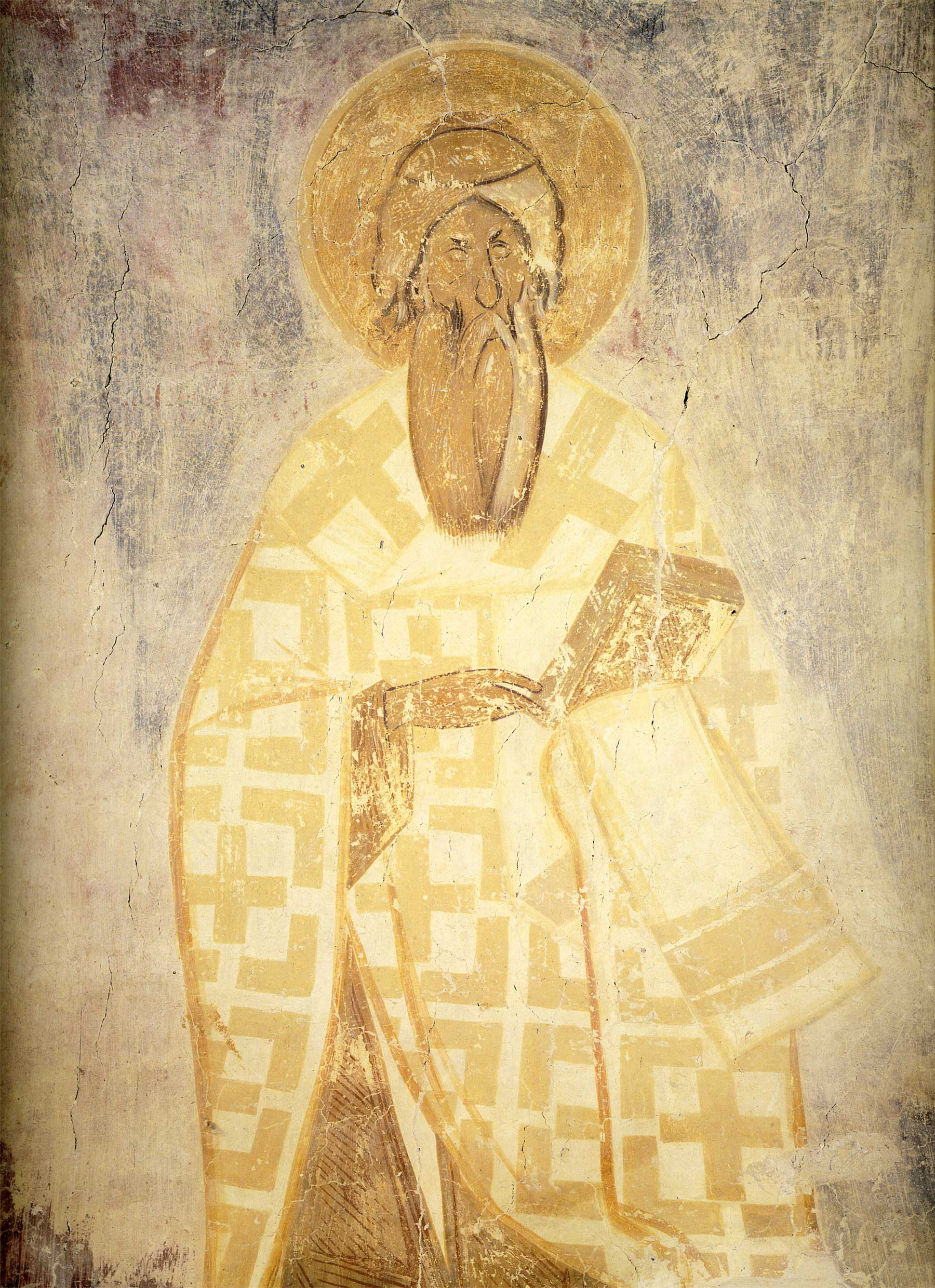
Sant'Antimo, vescovo di Nicomedia, martire all'inizio del IV secolo.

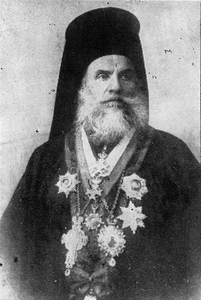
Alexandros Rigopoulos, ultimo metropolita residente di Nicomedia (1910-1928).

Mappa delle sedi metropolitane del patriarcato di Costantinopoli in Anatolia attorno al 1880.

La metropolia di Nicomedia è una sede soppressa del patriarcato di Costantinopoli (in greco Μητρόπολις Νικομηδείας?, Mitrópolis Nikomedeias).

## Storia
Remote sono le origini della comunità cristiana di Nicomedia, corrispondente all'odierna città turca di İzmit. Secondo la tradizione, raccolta nei menologi greci, primo vescovo sarebbe stato san Procoro, uno dei sette diaconi istituiti a Gerusalemme dagli apostoli (Atti degli Apostoli 6,5). La prima testimonianza sulla comunità di Nicomedia, secondo quanto riporta Eusebio di Cesarea, è una lettera scritta da Dionigi di Corinto ai cristiani della città sull'eresia marcionita.
Innumerevoli sono i santi ed i martiri di Nicomedia ricordati dal Martirologio Romano. Tra questi: Luciano e Marciano, Adriano, Giuliana, Olimpia, Barbara, Flavio e Pantaleone.
Con la riforma dioclezianea dell'impero romano, Nicomedia divenne la capitale della provincia romana di Bitinia, nella diocesi civile del Ponto e contestualmente fu elevata al rango di sede metropolitana della provincia ecclesiastica corrispondente a quella civile, nel patriarcato di Costantinopoli.
Nelle controversie teologiche che animarono la Chiesa nel IV secolo, il vescovo Eusebio fu uno dei principali sostenitori dell'arianesimo. Deposto al concilio di Nicea del 325, poté occupare nuovamente la sede di Nicomedia nel 329 e nel 339 divenne vescovo di Costantinopoli.
La controversia ariana fu anche all'origine della disputa tra Nicomedia e Nicea per la predominanza sulla provincia della Bitinia, che si accentuò quando Nicea, all'epoca degli imperatori Valentiniano I (364-375) e Valente (364-378), fu elevata al rango di sede metropolitana. L'annosa questione fu risolta durante il concilio di Calcedonia (451), quando Nicomedia fu dichiarata unica metropolia della Bitinia, mentre a Nicea fu riconosciuto il solo titolo onorifico, al secondo posto tra le diocesi della provincia, dopo Nicomedia.
Nelle Notitiae Episcopatuum, la prima delle quali databile al VII secolo, la sede di Nicomedia appare sempre al 7º posto nell'ordine gerarchico delle sedi metropolitane del patriarcato di Costantinopoli, dopo Cesarea, Efeso, Eraclea, Ancira, Cizico e Sardi (Filadelfia dal XIV secolo). Le diverse Notitiae attribuiscono a Nicomedia 12 suffraganee: Prusa (chiamata anche Teopoli), Preneto, Elenopoli, Basilinopoli, Dascilio, Apolloniade, Neocesarea, Adriani, Cesarea, Cadossia (chiamata anche Gallo o Lofi), Dafnusia e Ariste (o Eriste).
In seguito alla conquista crociata di Costantinopoli (1204), la sede di Nicomedia fu per un certo periodo occupata da arcivescovi latini.
Nicomedia fu l'ultima città dell'Asia Minore a rimanere sotto controllo bizantino, nei primi decenni del XIV secolo, fino alla sua conquista da parte degli ottomani nel 1337. Questo ha messo in crisi l'organizzazione ecclesiastica della Bitinia; la sede rimase probabilmente vacante a lungo ed è incerto che i pochi prelati conosciuti abbiamo realmente esercitato le funzioni di metropoliti. L'arcidiocesi fu riorganizzata con la fine dell'impero bizantino (1453) e l'incorporazione istituzionale del patriarcato ortodosso nelle strutture ottomane; è documentata in due documenti patriarcali del 1483 e del 1525.
La grande concentrazione di diocesi in Bitinia e nelle regioni circostanti (Calcedonia, Nicomedia, Nicea, Prusa, Cizico), in un periodo in cui solo poche diocesi sopravvissero in tutta l'Asia Minore coprendo aree molto estese, non è solo dovuto al rango e all'importanza di queste sedi, ma anche per una ragione più pratica, vale a dire la loro vicinanza a Costantinopoli e dunque la possibilità, per i loro metropoliti, di partecipare con frequenza alle sedute del Santo Sinodo di Costantinopoli, oppure di risiedere stabilmente nella capitale pur mantenendo un costante contatto con le loro sedi.
Diversamente da quanto avvenne per altre diocesi, i metropoliti continuarono a risiedere a Nicomedia, indizio che la città ospitò a lungo una nutrita comunità cristiana, malgrado il generale calo della presenza cristiana in Bitinia per le progressive e costanti conversioni all'islam. È documentato che nel XVI secolo Nicomedia aveva ancora come suffraganea la diocesi di Apolloniade; si tratta di uno dei rari casi di vescovadi dipendenti noti in Asia Minore durante il periodo ottomano.
Nel XVIII secolo il ruolo e il prestigio del metropolita di Nicomedia si accrebbe con il decreto ottomano del 1757 che istituì il gruppo ristretto dei cinque metropoliti, del quale facevano parte, oltre a quello di Nicomedia, i metropoliti di Eraclea, Cizico, Nicea e Calcedonia. Questi dovevano partecipare obbligatoriamente alle sedute del Santo Sinodo, risiedendo perciò abitualmente nella capitale; inoltre avevano accesso diretto al sultano, con l'obbligo di comunicare l'elezione del nuovo patriarca oppure di proporne la destituzione.
A seguito del trattato di Losanna, per porre fine alla guerra greco-turca, nel 1923 fu attuato uno scambio di popolazioni tra Grecia e Turchia che portò alla totale estinzione della presenza cristiana ortodossa nel territorio dell'arcidiocesi di Nicomedia. L'ultimo metropolita residente fu Alexandros Rigopoulos, morto nel 1928. Al momento dello scambio delle popolazioni, la sede metropolitana comprendeva poco più di sessantamila fedeli ortodossi.
Con la fine della presenza cristiana ortodossa a Nicomedia e nel suo territorio (1923), il patriarcato ecumenico di Costantinopoli ha iniziato ad attribuire il titolo di Nicomedia a metropoliti non residenti.

## Cronotassi

### Periodo romano e bizantino
- San Procoro †
- Evandro † (II-III secolo)
- Cirillo I † (menzionato nel 290 circa)
- Sant'Antimo † (? - circa 303/304 deceduto)
- Eustolio † (circa 314 - circa 324)
  - Eusebio † (circa 324 - 325 deposto) (vescovo ariano)
- Anfione † (325 - 329)
  - Eusebio † (329 - circa 339 nominato arcivescovo di Costantinopoli) (ariano, per la seconda volta)
- Anfione † (339 - ?) (per la seconda volta)
- Cecropio † (prima del 351 - 359 deceduto)
- Maratonio † (menzionato nel 375 circa)
- Onesimo †
- Eufrasio † (menzionato nel 381)
- Patrizio †
- Geronzio † (circa 390 - circa 400)
- Pansofio †
- Diodoro †
- Imerio † (? - 431 deposto)
- Eunomio † (prima del 449 - dopo il 458/59)
- Stefano I † (prima del 518 - dopo il 520)
- Talassio † (menzionato nel 536)
- Giovanni I † (menzionato nel 553)
- Giuseppe † (menzionato nel 560 circa)
- Pietro I † (prima del 680 - dopo il 692)[8]
- Anonimo † (VIII secolo)[9]
- Costantino I † (menzionato nel 763/64)[10]
- Pietro II † (menzionato nel 787)[11]
- Eusebio † (fine VIII secolo)[12]
- San Teofilatto I † (dopo il 784 - circa 803 deposto)[13]
- Anonimo † (menzionato nell'811 circa)[14]
- San Teofilatto I † (prima dell'814 - circa 815 deposto) (per la seconda volta)[13]
- Gregorio I † (prima metà del IX secolo)[15]
- Anonimo † (prima metà del IX secolo)[16]
- Ignazio I † (? - circa 845/46 deposto)[17]
- Giovanni II † (menzionato tra l'859 e l'867)[18]
- Giorgio † (menzionato nell'879-80)[19]
- Gregorio II † (menzionato nel 912)[20]
- Ignazio II † (prima del 920 - dopo il 945)[21]
- Stefano II † (prima del 997 - dopo il 1008/09)[22]
- Niceta I † (XI secolo)[23]
- Giovanni III † (menzionato nel 1029)[24]
- Antonio Paches † (prima del 1037 - dopo il 1039)[25]
- Basilio † (prima del 1071 - dopo il 1072)[26][27]
- Michele I † (menzionato nel 1082)[26][28]
- Stefano † (seconda metà dell'XI secolo)[26][29]
- Costantino II † (menzionato nel 1094)[26][30]
- Niceta II † (menzionato nel 1133)[31]
- Costantino III † (menzionato nel 1136)[26]
- Giovanni IV † (menzionato nel 1147)[32]
- Teofilatto II † (menzionato nel 1157)[33]
- Michele II † (prima del 1166 - dopo il 1170)[34]
- Giovanni V † (prima del 1174 - dopo il 1177)
- Giovanni VI † (menzionato tra il 1232[35] e il 1278)[36]
- Michele † (menzionato tra agosto 1285 e ottobre 1289)[37]
- Caracalo † (circa 1289 - circa 1309)[38]
- Cirillo II † (menzionato dal 1298 ? al 1316 circa)[39]
- Massimo † (prima del 1324 - dopo il 1327)[40]

### Periodo ottomano e turco

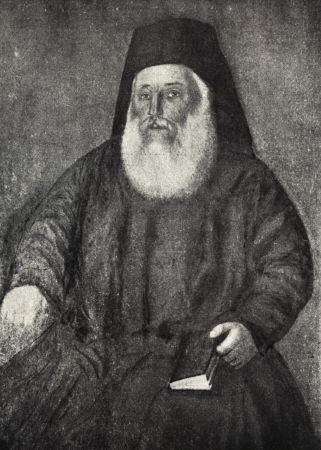
Il patriarca Antimo IV di Costantinopoli, metropolita di Nicomedia dal 1837 al 1840.

- Macario I † (prima del 1386 - dopo il 1397)[41]
- Macario II † (prima del 1437 - dopo il 1465)[42]
- Dionisio † (? - 1546 eletto patriarca di Costantinopoli)
- Sisinnio † (prima del 1578 - dopo il 1580)
- Neofito † (agosto 1618 - ?)[43]
- Cirillo III † (menzionato nel 1641)
- Neofito † (menzionato nel 1671)
- Paisio † (prima del 1716 - 20 novembre 1726 eletto patriarca di Costantinopoli)
- Serafino † (? - metà marzo 1733 eletto patriarca di Costantinopoli)
- Cirillo IV † (1745 - 28 settembre 1748 eletto patriarca di Costantinopoli)[44]
- Gerasimo † (1783 - 1791 nominato metropolita di Derco)[45]
- Atanasio Karydis † (novembre 1791 - 10 aprile 1821 deceduto)
- Panareto † (aprile 1821 - aprile 1837 deceduto)
- Antimo Vamvakis † (agosto 1837 - 20 febbraio 1840 eletto patriarca di Costantinopoli)
- Dionisio Kotakis † (febbraio 1840 - 22 agosto 1877 deceduto)
- Filoteo Vryennios † (24 agosto 1877 - 25 novembre 1910 dimesso)
- Alessandro Rigopoulos † (25 novembre 1910 - 27 giugno 1928 deceduto)
  - Sede vacante
- Simeone Amaryllios † (9 luglio 2002 - 18 ottobre 2003 deceduto)
- Gioacchino Nerantzoulis † (21 marzo 2008 - 14 aprile 2023 deceduto